# فرنسيسكو ألفيس دوس سانتوس
فرنسيسكو ألفيس دوس سانتوس (بالبرتغالية: Francisco Alves dos Santos‏) هو لاعب كرة قدم برازيلي في مركز الوسط، ولد في 10 فبراير 1979 في مارابا في البرازيل. لعب مع فيورنتينا ونادي بارانا ونادي بوتافوغو اس بي ونادي سيارا ونادي فورتاليزا ونادي فيتوريا.

## وصلات خارجية
- فرنسيسكو ألفيس دوس سانتوس على موقع قاعدة بيانات كرة القدم.إي يو (الإنجليزية)
- فرنسيسكو ألفيس دوس سانتوس على موقع Soccerway.com (الإنجليزية)